# Paul Engemann
Paul Engemann (født 15. oktober 1957) er en amerikansk tidligere popmusiker, der er bedst kendt for sin sang " Scarface (Push It to the Limit) " fra 1983. Sangen var fremtrædende i filmen Scarface, som blev udgivet samme år.

## Diskografi

### med Device
- 22B3 (1986)

### med Animotion
- Animotion (1989)

### Solosange
- "For Your Love" as Christopher Paul med Shawn Engemann (1975)[2]
- "Scarface (Push It to the Limit)" (fra Scarface soundtrack) (1983)
- "American Dream" (1984)
- "Reach Out" (fra Sommer-OL 1984 soundtrack) (1984)
- "Shannon's Eyes", "Face to Face" (fra Giorgio Moroder's Innovisions) (1985)
- "Brain Power" (from Summer School soundtrack) (1987)
- "To Be Number One" (fra Giorgio Moroder Project's To Be Number One) (1990)